# تای هاردین
تای هاردین (انگلیسی: Ty Hardin؛ زادهٔ ۱ ژانویهٔ ۱۹۳۰) بازیگر اهل ایالات متحده آمریکا است.
هاردین در شهر نیویورک متولد شد، اما در تگزاس بزرگ شد، پس از آن خانواده‌اش در شش ماهگی او به پایتخت آستین نقل مکان کردند. پدرش که یک مهندس آکوستیک بود، چهار سال بعد خانواده را ترک کرد. 
از فیلم‌ها یا برنامه‌های تلویزیونی که وی در آن نقش داشته‌است، می‌توان به آن روز نفرین‌شدهٔ تسویه‌حساب، تهاجم آردنن و فاتح غرب اشاره کرد.